# ATP Shenzhen Open 2014
ATP Shenzhen Open 2014 — тенісний турнір, що проходив на кортах з твердим покриттям у місті Шеньчжень, КНР з 22 вересня. Належав до категорії ATP World Tour 250.

## Фінальна частина

### Одиночний розряд
Енді Маррей —  Томмі Робредо 5–7, 7–6(11–9), 6–1

### Парний розряд
Жан-Жульєн Роєр /  Горія Текеу —  Кріс Гуччоне /  Сем Грот 6–4, 7–6(7–4)